# Al-Udri

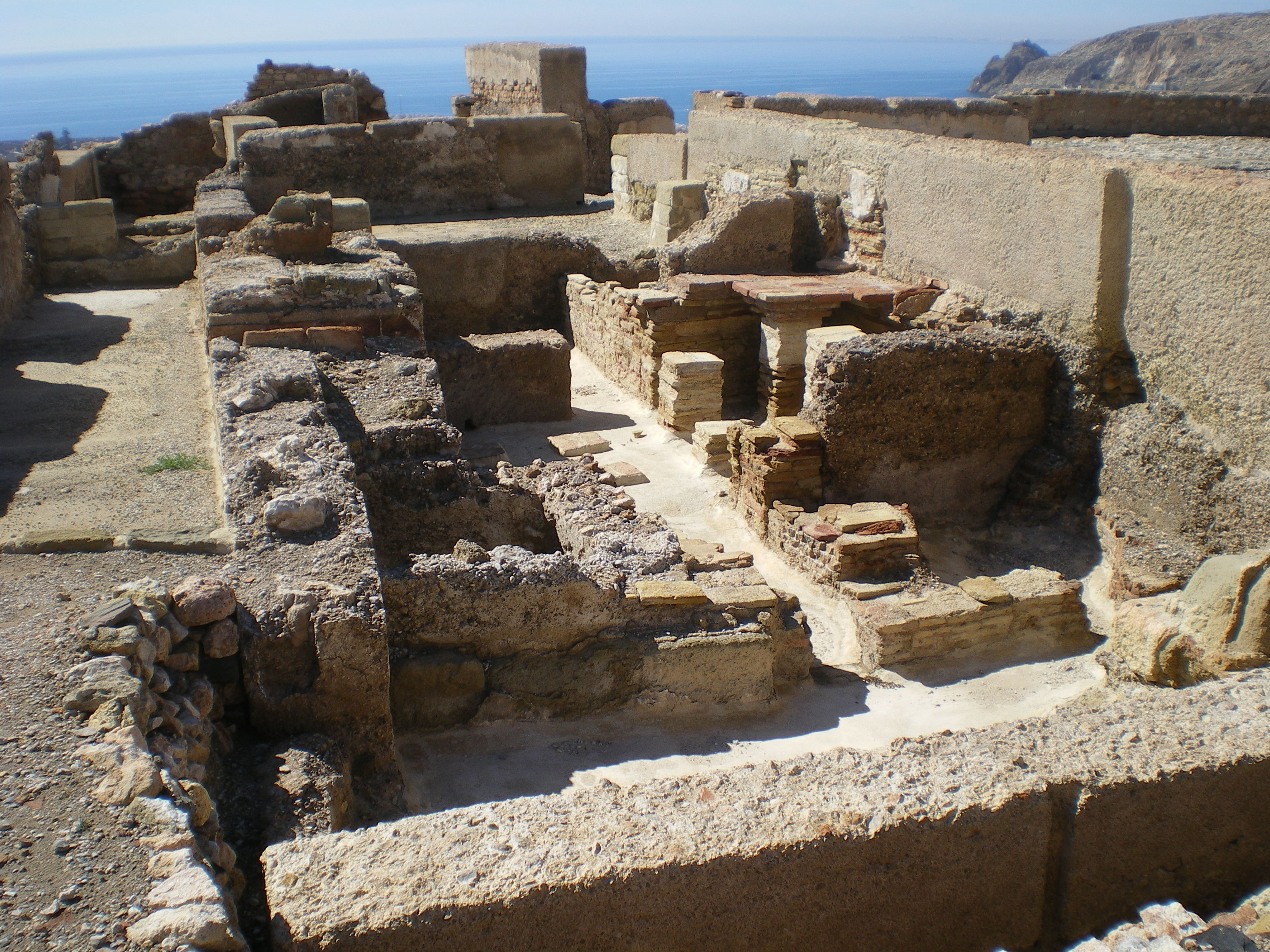
Ruinas de los baños de la Reina, palacio de Almotacín, Alcazaba de Almería.

Al-Udri o El Odrí (Dalías, Califato de Córdoba, 4 de septiembre del 1003 – Almería o Valencia, Taifa de Almería, 1085) fue un geógrafo andalusí, autor de un compendio geográfico-histórico sobre la Marca Superior de Al-Ándalus, ya que residió algún tiempo en Zaragoza, en el que se recogen los anales de la región y de una detallada descripción de la cora de Tudmir. Asimismo, realizó una descripción del palacio de Almotacín, rey de la taifa de Almería a cuya corte se acogió, palacio del que quedan restos en el segundo recinto de la Alcazaba de Almería. 
Es también quizá el autor de historias familiares de los Banu Qasi, Banu Sabrit y de la dinastía de los tuyibíes, que se han perdido pero son citadas por Maqqari (Analectes, II, 118) y también en las obras de Abd al-Rahman ibn Musa ibn Jalaf, Muhammad al-Kalbi o Musa ibn Harun.

## Biografía
Abu al-Abbás Áhmad ibn Úmar ibn Anas ibn Dilhath ibn Abi al-Jiyar Anas ibn Faladán ibn Imrán ibn Munayb ibn Zugayba ibn Qutba al-Udri nació en Dalías o Dilaya (en la actual provincia de Almería), el sábado, 4 de septiembre del año 1003 (4 de Du l-qa'da del 393) y falleció en Almería en el año 1085. Seybold cree sin embargo que pudiera ser originario de Adra. Fue conocido como “el hijo del dalieño”, Ibn al-Dilai, y por “el de Almería”, al-Mariyyi. El patronímico al-Udri indica su pertenencia a la tribu qahtaní de Udra, yemení por ser el Yemen su lugar de origen.
En Almería se inició en los estudios coránicos y se inició en la filología y la poesía. En julio de 1014 fue testigo de las luchas entre los eslavos Aflah y Jayrán por el reino de Almería. Dichos acontecimientos aparecen narrados en su obra Tarsi al-ajbar. Fue propagador de la Yamanilla durante la Asabiyya, el espíritu de clan de los yemeníes durante las agitaciones fanáticas y de rivalidad agnática.
En 1016 embarca con sus padres y llega a La Meca en febrero de 1018, viajando a continuación a varios países. En Hiyaz escuchó a los sabios que venían de Irak, Jurasán o Siria, en peregrinación a La Meca. Entre sus intereses están el hadith, problemas jurídicos o religiosos, diversas tradiciones, llegando también a ser experto en la ciencia de la fitna.
En 1025 regresa a al-Ándalus, continuando sus viajes por la España musulmana completando su formación: en Córdoba conoce a Ibn Hazm, quizá a Ibn Hayyan, y estudia la obra de Ahmad al-Razi. Estudió con el tradicionalista y autor de un tratado geográfico-etnológico Abu Umar b. Abd al-Barr. Residió un tiempo en Zaragoza, donde habitaba una rama de su tribu, los Banu Udra, a la que pertenecían los Banu Furtis; de unos de ellos, el cadí Muhammad b. Furtis, escribiría una biografía.
Regresó a Almería hacia 1041, justo cuando la ocupa el tuyibí Abu-l-Ahwas Man, padre de Almotacín. Viaja por las coras de Elvira (Granada) y Almería, tomando notas durante los mismos, sobre todo de geografía. Parece que en Almería trató a otro geógrafo fundamental: al-Bakri. Allí vive hasta su fallecimiento, trabajando este tiempo en su obra. Amigo de los Banu Sumádih, sobre todo del rey Almotacin, este presidió sus funerales, pronunciando su elogio el hijo del geógrafo, Ibn Anas. Fue enterrado en el cementerio o mácbora del barrio del Aljibe o Cisterna, Al-Hawd, (La Chanca y Pescadería), en la parte occidental de la ciudad de Almería.

”El esquema metodológico de esta obra –dice el Padre Tapia al referirse a su aportación geográfica– es la forma más empírica de concebir la geografía descriptiva, de la que el Udri parece ser el maestro y el Bakri y el Idrisí, los discípulos.”

## Obra
- “Tarsi al-ajbar” o “Tarsi al akhbar”, sobre la guerra civil de Almería en 1014, la Marca Superior (Marca Hispánica) o la cora de Tudmir (Almería-Murcia)
- Biografía del cadí Muhammad b.Furtis
- “Libro de los caracteres de la profecía”, sobre teología y derecho, perdido
- “El hilo de las perlas acerca de los caminos y los reinos”, tal y como lo cita Yaqut, sobre geografía. Ibn al-Athir lo titula “Libro de los caminos y los reinos orientales y libro de los caminos y los reinos occidentales”. En cambio un manuscrito hallado en Jerusalén lo llama “El brocado de noticias y la distribución de los monumentos y el jardín acerca de las maravillas de los países y de los caminos hacia todos los reinos”. Florentino Castro Guisasola la llama "Collar de coral acerca de los itinerarios y los reinos".[6]